# Neoheterospilus australicus
Neoheterospilus australicus är en stekelart som beskrevs av Sergey A. Belokobylskij 2006. Neoheterospilus australicus ingår i släktet Neoheterospilus och familjen bracksteklar. Inga underarter finns listade i Catalogue of Life.